# Orahovlje
Orahovlje (srbsky Ораховље) je vesnice v Bosně a Hercegovině v Západohercegovském kantonu, nacházející se těsně u chorvatských hranic. Je součástí opčiny města Ljubuški, od něhož se nachází 11 km severozápadně, nejbližším městem je však chorvatský Vrgorac nacházející se 5 km jihozápadně od Orahovlje. V roce 2013 zde žilo 218 obyvatel, což je nárůst oproti roku 1991, kdy zde žilo 207 obyvatel. Naprostou národnostní většinu ve vesnici tvoří Chorvati. Ve vesnici se nachází hraniční přechod Orah-Orahovlje.
Nejbližšími vesnicemi jsou Grab, Vašarovići a Veljaci v Bosně a Hercegovině a Orah v Chorvatsku.